# Arielle Vandenberg

Arielle Vandenberg

Arielle St. Cyr Vandenberg (* 27. September 1986 in Los Angeles County, Kalifornien) ist eine US-amerikanische Schauspielerin und Model.

## Leben
Vandenberg wuchs als einziges Kind von Dirk und DeEtte Vandenberg in der kalifornischen Stadt Fallbrook auf. Sie absolvierte die dortige Fallbrook Union High School. Seit ihrem fünften Lebensalter nimmt sie Unterricht in Ballett, Stepp- und Jazz-Tanz und engagierte sich später im Gemeinschaftstheater.
Vandenberg ist seit 2006 in der Filmbranche aktiv. Sie wirkte in einzelnen Episoden diverser US-amerikanischen Fernsehserien wie CSI: Vegas, CSI: Miami, How I Met Your Mother, Bones – Die Knochenjägerin oder Navy CIS: L.A. mit. Bekannt wurde sie durch ihre Verkörperung des Charakters London Sheraton in insgesamt 20 Episoden der Fernsehserie Meet the Browns.
2017 war sie gemeinsam mit Caitlin McHugh in einem Werbespot für den Buick Encore zu sehen. Außerdem war sie im selben Jahr in Werbespots an der Seite von Susan Lucci und Stephanie Courtney zu sehen.
Von 2019 bis 2021 moderierte sie die US-amerikanische Ausgabe von Love Island.

## Filmografie
- 2006: CSI: Vegas (Fernsehserie, Episode 7x01)
- 2006: She Said/He Said (Fernsehfilm)
- 2007: Fantastic Movie (Epic Movie)
- 2007: CSI: Miami (Fernsehserie, Episode 6x04)
- 2007–2011: Greek (Fernsehserie, 4 Episoden, verschiedene Rollen)
- 2008: How I Met Your Mother (Fernsehserie, Episode 3x12)
- 2009: Spring Breakdown
- 2009: Bones – Die Knochenjägerin (Fernsehserie, Episode 4x18)
- 2009: Die nackte Wahrheit (The Ugly Truth)
- 2009: Dark Moon Rising
- 2009: Numbers – Die Logik des Verbrechens (Fernsehserie, Episode 6x04)
- 2009–2010: Meet the Browns (Fernsehserie, 20 Episoden)
- 2010: Drop Dead Gorgeous
- 2010: The Extraordinary Fight of Atticus Walker and the Monster in His Mind  (Kurzfilm)
- 2011: Friends with Benefits (Fernsehserie, Episode 1x08)
- 2012: For Better or Worse (Fernsehserie, Episode 2x30)
- 2012: Go On (Fernsehserie, Episode 1x10)
- 2012: The Golden Age (Kurzfilm)
- 2013: Date Night Fails (Mini-Fernsehserie)
- 2015: Battle Creek (Fernsehserie, Episode 1x01)
- 2015: Bad Roomies
- 2015: The Honest Show (Fernsehserie, Episode 1x05)
- 2016: Nerve
- 2016: The Earliest Show (Fernsehserie, Episode 1x03)
- 2017: Ryan Hansen Solves Crimes on Television (Fernsehserie, Episode 1x03)
- 2018: Dog Days
- 2018: Lonely and Horny (Fernsehserie, Episode 2x05)
- 2019: Airplane Mode
- 2019: Navy CIS: L.A. (Fernsehserie, Episode 11x15)
- 2023: Young, Sexy & Dead